# Amor Jebali
Amor Jebali (La Marsa, 24 dicembre 1956) è un ex calciatore tunisino, di ruolo difensore.

## Palmarès

### Club

#### Competizioni nazionali
- Coppa di Tunisia: 1

La Marsa: 1976-1977